# Strage di Monterey Park
Il 21 gennaio 2023, è avvenuta una strage a Monterey Park, in California. L'uomo armato ha ucciso undici persone e ferito altre nove. La sparatoria ha avuto luogo verso le 22:22 PST (UTC-8), al Star Ballroom Dance Studio, un giorno dopo le celebrazioni del Capodanno lunare, tenutesi in una strada vicina. Gli inquirenti hanno identificato il 72enne Huu Can Tran (15 agosto 1950 — 22 gennaio 2023) come autore del delitto. L'uomo è morto per una ferita da arma da fuoco autoinflitta durante uno scontro con la polizia di Torrance il giorno dopo. È la sparatoria più letale nella storia della contea di Los Angeles.

## Contesto
Monterey Park si trova nella valle di San Gabriel, nella contea di Los Angeles, situata a circa 11 km a est dal centro di Los Angeles. Circa il 65% dei residenti sono di origine asiatica; nel censimento del 1990 è diventata la prima città degli Stati Uniti continentali con una maggioranza di residenti di origine asiatica. Decine di migliaia di persone si erano radunate nei pressi della città, il 21 gennaio, per prendere parte al festival del Capodanno lunare, una delle più grandi celebrazioni culturali asiatiche nella California meridionale. Il festival doveva concludersi alle 21 di quel giorno.
Lo Star Ballroom Dance Studio è uno studio di danza di proprietà cinese nel blocco 100 di West Garvey Avenue, vicino all'incrocio di Garfield Avenue. Nel locale era in programma una festa da ballo, dalle 20:00 alle 00:30, che tuttavia non faceva parte del festival. Le feste da ballo della Star Ballroom, e lo studio in generale, sono popolari tra la popolazione anziana di etnia asiatica.

## Eventi

### Sparatoria a Monterey Park
La sparatoria è stata segnalata allo Star Ballroom Dance Studio alle 22:22, il 21 gennaio 2023. L'uomo armato è immediatamente fuggito dalla scena. La polizia di Monterey Park ha risposto entro tre minuti dalla prima chiamata al 911, trovando "individui che escono urlando dal luogo" al loro arrivo. Dieci persone sono state dichiarate morte sulla scena. Altri dieci feriti sono stati trasportati negli ospedali locali. L'autore del delitto ha utilizzato un Cobray M-11/9, una variante semi-automatica del MAC-10 con un caricatore ad alta capacità. Robert Luna, lo sceriffo della contea, ha descritto l'assassino come un maschio asiatico, che indossava una giacca di pelle nera, un berretto bianco e nero e occhiali.
Tran ha sparato 42 colpi nella sala da ballo. Un testimone anonimo, presente al momento della sparatoria, ha detto ai media che l'uomo ha iniziato a "sparare a tutti" nella sala, colpendo nuovamente alcune vittime mentre camminava. Il proprietario e manager dello studio, Ming Wei Ma, è stato il primo a tentare di fuggire dall'aggressore, ma è stato ucciso nel processo. Almeno un ballerino, Yu Kao, è morto nel tentativo di proteggere gli altri dagli spari. La polizia ha impiegato circa cinque ore per avvertire il pubblico che l'assassino era a piede libero, anche se le informazioni erano state rivelate attraverso gli scanner della polizia e altre agenzie governative.

### Incidente ad Alhambra
Un secondo incidente si è verificato a 5 km di distanza dalla prima scena, ad Alhambra, circa 17 minuti dopo la sparatoria di Monterey Park. Tran è entrato nel locale Lai Lai Ballroom and Studio, sulla South Garfield Avenue. Brandon Tsay, un programmatore di 26 anni la cui famiglia possiede la suddetta sala da ballo, ha affrontato l'assalitore nella hall, riuscendo a disarmarlo e ad allontanarlo. Le azioni di Tsay sono state lodate come eroiche.
L'omicida è poi fuggito in un furgone Chevrolet Express 3500. Grazie all'arma sequestrata sulla scena del tentato omicidio di Alhambra, le autorità sono riuscite a tracciare il suo nome e la sua descrizione. Lo sceriffo in seguito ha definito l'arma come una pistola d'assalto con un caricatore esteso.

### Suicidio
Durante il primo pomeriggio del giorno successivo, a circa 35 km di distanza da Alhambra, la polizia ha fermato un furgone che corrispondeva alla descrizione fornita dai testimoni di Alhambra, in un parcheggio a Torrance, vicino agli incroci tra Sepulveda e alla Hawthorne. La targa del furgone risultava rubata. Quando gli ufficiali si sono avvicinati al furgone, hanno udito un singolo sparo provenire dall'interno, perciò si sono ritirati e hanno chiesto alle unità tattiche di rispondere. Durante lo stallo, gli ufficiali della SWAT, sia visivamente dai loro veicoli blindati che tramite una telecamera montata su un drone, hanno potuto vedere l'uomo sul sedile del guidatore, il quale era accasciato sul volante del furgone. L'uomo è morto per una ferita d'arma da fuoco alla testa, autoinflitta con una pistola Norinco da 7,62 × 25 mm. È stato poi identificato come l'uomo armato responsabile della sparatoria a Monterey Park e dell'incidente di Alhambra.

## Vittime
«

- Valentino Marcos Alvero (uomo, 68 anni)
- Hongying "Nancy Liu" Jian (donna, 62 anni)
- Yu Lun "Andy" Kao (uomo, 72 anni)
- Lilian Li (donna, 63 anni)
- Ming Wei Ma (uomo, 72 anni)
- My "Mymy" Nhan (donna, 65 anni)
- Diana Man Ling Tom (donna, 70 anni)
- Muoi Dai Ung (donna, 67 anni)
- Chia Ling Yau (uomo, 76 anni)
- Wen Tau Yu (uomo, 64 anni)
- Xiujuan Yu (donna, 57 anni)

»
Dieci persone, ovvero cinque uomini e cinque donne, sono state uccise sul colpo. Un'undicesima persona, Diana Man Ling Tom, è morta al LAC+USC Medical Center il giorno dopo l'attacco. Le vittime avevano tra i 57 e i 76 anni. Tra le vittime c'era Ming Wei Ma, proprietario e manager dello Star Ballroom Dance Studio, che i clienti descrivevano come "il cuore" dello studio. Altre nove persone sono rimaste ferite nella sparatoria; sette di loro sono rimaste in ospedale, alcuni in condizioni critiche.
Tutte le vittime sono state identificate dalle autorità. La strage di Monterey è ad oggi la sparatoria di massa più letale nella storia della contea di Los Angeles, superando il bilancio delle vittime di un massacro a Covina nel 2008, oltre ad essere la seconda di tre stragi in California in quasi una settimana.

## Autore
L'autore del delitto è risultato essere il settantaduenne Huu Can Tran. Una copia della sua licenza di matrimonio indicava che era cinese, anche se un documento di immigrazione ha rivelato che era nato in Vietnam. L'uomo aveva ottenuto la cittadinanza statunitense nel 1990 o nel 1991, stabilendosi nella città di San Gabriel. Nel 2013, Tran ha venduto la sua casa a San Gabriel, che era a cinque minuti di auto dalla Star Ballroom. Nel 2020, ha acquistato una casa mobile a Hemet, un sobborgo a circa 135 km a est di Los Angeles. Viveva ancora lì al momento della sparatoria.
Alla fine degli anni '90, Tran ha incontrato l'allora moglie allo Star Ballroom Dance Studio, dove dava lezioni di ballo, sposandola nel 2001. Quattro anni dopo, Tran ha presentato un'istanza di divorzio, che è stata poi approvata nel 2006. La sua ex moglie ha dichiarato che non era mai violento mentre intorno a lei, ma aveva "scatti d'ira". Secondo un amico, Tran era convinto che gli istruttori del locale dicessero "cose cattive" su di lui.
Tran è stato arrestato per possesso illegale di un'arma da fuoco nel 1990, ma non aveva una precedenti penali sostanziali. Dopo la sparatoria, le autorità hanno perlustrato la casa di Tran tramite un mandato di perquisizione. Le forze dell'ordine hanno rinvenuto un fucile a ripetizione Savage Arms calibro .308, centinaia di cartucce e oggetti che suggeriscono che Tran producesse silenziatori.
A 72 anni, Tran è diventato il secondo assassino di massa più vecchio nella storia americana, dopo il 73enne Carey Hal Dyess che, il 2 giugno 2011, ha sparato e ucciso cinque persone, tra cui la moglie, prima di uccidersi vicino a Yuma, in Arizona. Nonostante ciò, Tran è diventato l'assassino di massa più vecchio a sparare mortalmente a qualcuno in un'area pubblica.

## Reazioni
Durante la caccia all'uomo, il presidente Joe Biden ha incaricato il Federal Bureau of Investigation di fornire pieno supporto alle autorità locali. In seguito ha offerto le sue condoglianze, ordinando alla Casa Bianca di sventolare bandiere a mezz'asta. Il sindaco di Los Angeles Karen Bass ha definito la sparatoria "assolutamente devastante", e il governatore Gavin Newsom ha riferito che stava "monitorando la situazione da vicino". Nei giorni successivi alla sparatoria, Newsom ha incontrato Tsay per congratularsi con lui per il suo eroismo, e ha partecipato a un incontro con le vittime in ospedale.
Il secondo giorno del festival di Monterey Park è stato cancellato. I preparativi in materia di sicurezza sono stati intensificati in vista delle celebrazioni del Capodanno lunare a New York, Miami e Los Angeles.
Momenti di silenzio si sono svolti in tutto il paese in occasione delle festività del Capodanno lunare e di eventi sportivi che hanno coinvolto squadre di Los Angeles.